# 키부르크가
키부르크가(Kyburgs, / ˈkaɪbɜːrɡ/ ; 독일어: [ˈkyːbʊʁk] ; 또한 키부르크)는 후기에 딜링겐 백작의 봉신가인 슈바비아 공국 그라펜 백작의 귀족 가문이었다. 12세기와 13세기 초는 현재의 스위스 북동부에 해당하는 키부르크 카운티를 통치했다.
가문은 12세기 동안 스위스고원(합스부르크가, 체링겐가, 사보이가 옆)에서 가장 강력한 4대 귀족 가문 중 하나였다. 1264년 키부르크 가문의 아들 가계가 소멸되자, 합스부르크의 루돌프는 키부르크 땅에 대한 소유권을 주장하고, 합스부르크에 합병했다. 그리고 "노이키부르크" 가계를 확립했지만, 1417년에 소멸되었다.